# نوولن ویلیامز-میلز
نوولن ویلیامز-میلز (انگلیسی: Novlene Williams-Mills؛ زادهٔ ۲۶ آوریل ۱۹۸۲) دونده زن اهل جامائیکا است.
وی در مسابقات کشوری و بین‌المللی در مجموع برندهٔ ۲ مدال طلا، ۸ مدال نقره، ۳ مدال برنز شده‌است.